# Willard (film, 2003)
Pour les articles homonymes, voir Willard.
Cet article concerne le film de Glen Morgan. Pour le film de Daniel Mann, voir Willard.
Pour plus de détails, voir Fiche technique et Distribution.
Willard est un film d'horreur canado-américain réalisé par Glen Morgan et sorti en 2003. Il est adapté du roman Ratman's Notebooks de Stephen Gilbert, déjà adaptée dans un film du même nom sorti en 1971.

## Synopsis
Jeune homme timide et mal dans sa peau, Willard mène une vie médiocre entre un travail sans intérêt et la maison familiale. Un jour, il se découvre un étrange don de séduction auprès des rongeurs qui habitent la demeure. Willard va alors enfin se faire des amis, des centaines d'amis.

## Fiche technique
- Réalisation : Glen Morgan
- Scénario : Glen Morgan, d'après le roman Ratman's Notebooks de Stephen Gilbert
- Musique : Shirley Walker
- Directeur de la photographie : Robert McLachlan (en)
- Montage : James Coblentz
- Production : James Wong et Toby Emmerich
- Société de production : Hard Eight Pictures
- Distribution : New Line Cinema (États-Unis), Metropolitan Filmexport (France)
- Format : 2,35 : 1
- Budget : 20 000 000 $
- Pays de production :  États-Unis,  Canada
- Dates de sortie : 
  - États-Unis : 15 mars 2003
  - France : 17 septembre 2003

## Distribution
- Crispin Glover (VF : Laurent Natrella ; VQ : François Sasseville) : Willard Stiles
- Laura Harring (VF : Catherine Hamilty ; VQ : Marika Lhoumeau) : Catheryn
- Jackie Burroughs (VF : Annie Balestra ; VQ : Élizabeth Chouvalidzé) : Henrietta Stiles
- R. Lee Ermey (VF : Vincent Grass ; VQ : Vincent Davy) : Frank Martin
- William S. Taylor (VF : Benoit Allemane ; VQ : Guy Nadon) : M. Garter
- Kim McKamy (VF : Laure Sabardin ; VQ : Christine Séguin) : Mme Leach
- Bruce Davison : le père de Willard (en portrait)

## Accueil
- Box office :  États-Unis 8 546 666 $

## Distinctions
- Crispin Glover a été nommé en tant que Meilleur acteur lors des Saturn Awards de 2004.
- Robert McLachlan (en) a remporté le CSC award de la meilleure photographie lors des Canadian Society of Cinematographers Awards de 2004.